# Jean-François Caron
Jean-François Caron (ur. 29 czerwca 1982) – kanadyjski strongman.
Obecnie jeden z najlepszych kanadyjskich siłaczy. Wicemistrz Ameryki Północnej Strongman 2009.

## Życiorys
Jean-François Caron zadebiutował na Mistrzostwach Świata Strongman 2008, jednak nie zakwalifikował się do finału.

## Osiągnięcia strongman
- 2007
  - 5. miejsce – Mistrzostwa Ameryki Północnej Strongman 2007
- 2008
  - 2. miejsce – Mistrzostwa Kanady Strongman
- 2009
  - 3. miejsce – Mistrzostwa Kanady Strongman
  - 2. miejsce – Mistrzostwa Ameryki Północnej Strongman 2009